# 소림사 주방장
"소림사 주방장"(少林寺 廚房長)은 한국에서 제작된 김정용 감독의 1981년 영화이다. 정진화 등이 주연으로 출연하였고 김용덕 등이 제작에 참여하였다.

## 출연

### 주연
- 정진화
- 김명아
- 김영일
- 왕룡

### 조연
- 장철

## 기타
- 조명: 강광희
- 녹음: 손인호
- 미술: 조경환